# Hoffman, Illinois
Hoffman är en ort i Clinton County i delstaten Illinois, USA.